# Pietro Berno
Blahoslavený Pietro Berno (1552 Ascona – 25. července 1583 Cuncolim) byl švýcarský jezuita a misionář.

## Životopis
Po studiu filozofie a teologie na Pontificium Collegium Germanicum et Hungaricum de Urbe v Římě vstoupil v roce 1577 do jezuitského řádu. V roce 1578 odcestoval do Portugalska a roku 1579 byl na vlastní žádost poslán do Indie, kde byl v roce 1580 v Goa vysvěcen na kněze.
Během svého tříletého působení na poloostrově Salcete se podílel na hanobení symbolů hinduistického náboženství (ničení chrámů, zabití posvátné krávy). Na jedné inspekční cestě byl spolu se svým řádovým bratrem Rodolfem Acquavivou zabit. Po jeho smrti jeho nadřízení prohlásili, že obrátil na víru víc pohanů než všichni církevní otcové dohromady.

## Beatifikace
Jako mučedníka ho papež Lev XIII. 2. dubna 1893 blahořečil. Je pochován v katedrále ve Velha Goa, jeho hlavu uchovává farní kostel v Asconě.